# Чарынский сельский округ
Чарынский сельский округ (каз. Шарын ауылдық округі) — административная единица третьего уровня в Уйгурском районе Алматинской области Казахстана. Административный центр и единственный населённый пункт — село Чарын.
Аким округа — Алгазиев Болат Акимканович.

## География
Шарынский сельский округ расположен в северной части Уйгурского района, на западе граничит с Ташкарасуйским сельским округом, с востока с Енбекшиказахским районом.
Через округ протекает река Чарын (крупнейший водоток), в горах находится исток реки Каракольдек. Южнее округа находится Чарынский каньон (Чунджинский С. О.). К округу относятся два участка: один в степи северо-восточнее Чунджи, другой севернее Ардайты на прилавках (низ гор).
Площадь сельского округа — 11287 га.

### Климат
Климат резко континентальный, устойчивый снежный покров держится 80-100 дней, высота снежного покрова равна 10-25 см, запасы воды в снегу составляют 25-60 мм. Осадки в соответствии с нормами, весна рано выходит, лето жаркое, осень прохладная, продолжительная. 

## История
В 1893 году это была территория Сюгатинской волости (12 аулов, 1771 кибиток) .

## Население
Население — 5572 человека (2009; 5653 в 1999).

## Транспорт
Севернее округа проходит автодорога А-19 , Восточнее дорога R-24 (Таскарасуйский С. О.). На запад выезд к дороге АЛ-62 в Нурлы. В южной части округа проходит железная дорога Николаевка — Алтынкуль .